# Icariotis pallidocinctus
Icariotis pallidocinctus är en skalbaggsart som beskrevs av Leon Fairmaire 1896. Icariotis pallidocinctus ingår i släktet Icariotis och familjen långhorningar.
Artens utbredningsområde är Madagaskar. Inga underarter finns listade i Catalogue of Life.